# 奧涅加灣

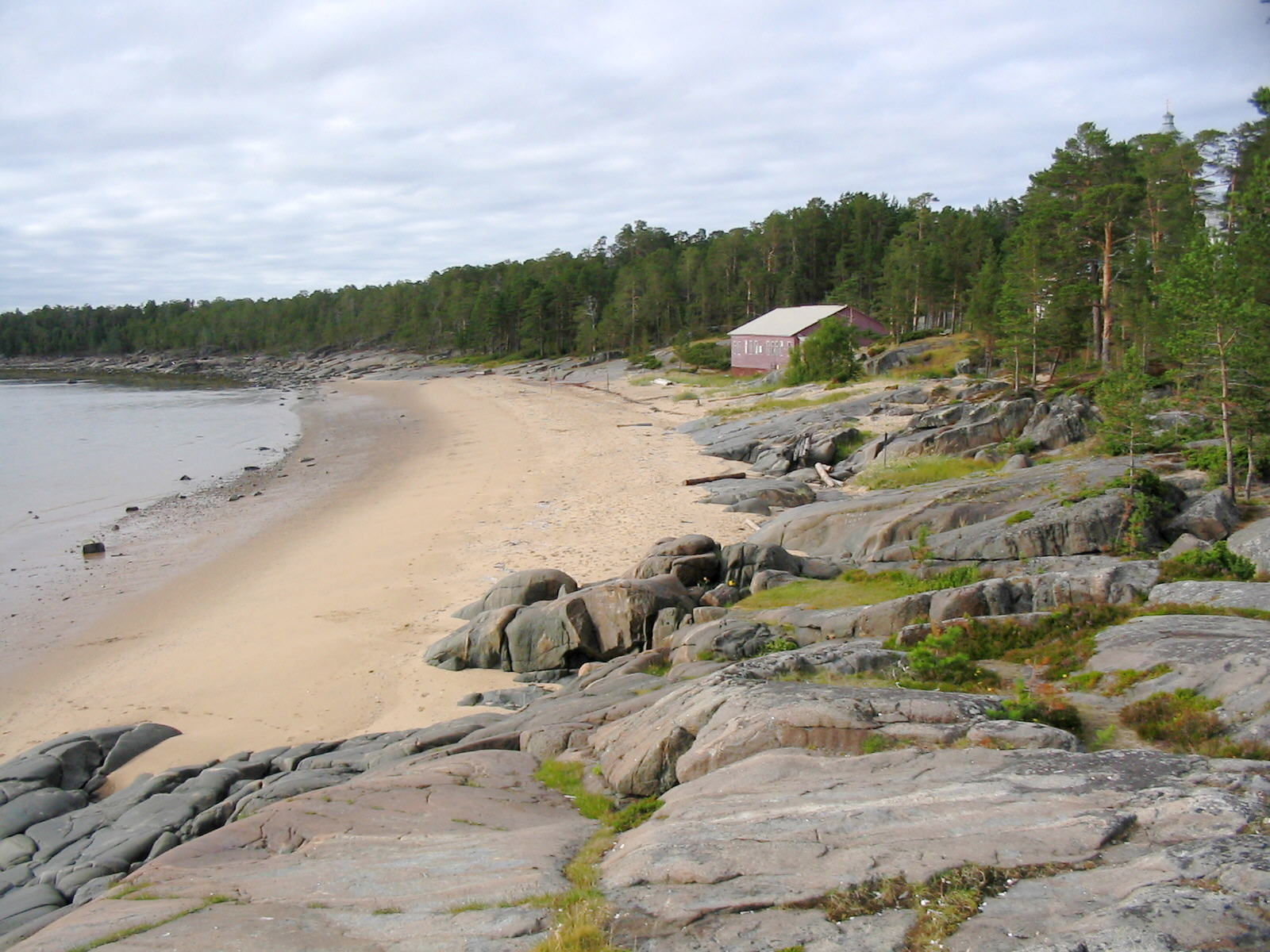

奧涅加灣（俄语：Онежская губа、Онежский залив）位於俄羅斯西北部阿爾漢格爾斯克州西南部，長度185公里，闊50至100公里，平均深度16米，最大深度36米，是白海四大港灣之一，其餘為德維納灣、梅津灣和坎達拉克沙灣。流入奧涅加灣的河流有奧涅加河、凯姆河和維格河，而西岸城鎮有白海城和白海-波羅的海運河。
64°20′N 36°30′E / 64.333°N 36.500°E